# Smile (альбом Кеті Перрі)
Smile — шостий студійний альбом американської співачки Кеті Перрі, реліз якого відбувся 28 серпня 2020 року на лейблі Capitol Records.

## Передісторія
У березні 2018 року Єн Кіркпатрік поділився, що працював над новою музикою з Кеті Перрі. В інтерв'ю журналу The Fader він заявив: «Ми записувалися кілька днів, вона страшенно крута» . У червні того ж року Кеті була помічена за роботою зі шведським продюсером Максом Мартіном.
7 серпня 2019 року був випущений базз-сингл Small Talk, а 19 жовтня ще один — Harleys in Hawaii. А вже 5 березня 2020 Кеті випустила сингл «Never Worn White», що повинен був стати промосинглом до альбому «Smile», але так в нього і не потрапив.
У березні 2020 року Перрі оголосила, що планує випустити «багато» нової музики влітку. Вже в травні того ж року вона повідомила, що пісня «Daisies» стане лід-синглом нового альбому. У тому ж місяці Amazon Alexa визначила дату виходу платівки — 14 серпня 2020. В інтерв'ю Billboard у червні 2020 року Перрі розповіла про нову пісню «Teary Eyes». Пізніше, в липневому інтерв'ю 2020 року, вона підтвердила, що «Never Really Over» також стане частиною альбому. У тому ж місяці було оголошено і назву — Smile.

## Концепція та обкладинка альбому
Перрі пояснила, що альбом присвячений «пошуку світла в кінці тунелю» і поверненню посмішки. У 2017 році Кеті переживала кризу в кар'єрі (через не надто вдалу еру), а також розставання з Орландо Блумом, що залишило відбиток на ній. Вона боролася з депресією та суїцидальними думками. За її словами, подяка врятувала їй життя, а віра та надія допомогли стати на ноги і знайти причину жити далі . Перрі також зазначила, що цей альбом немов її «подорож до світла, з історіями про стійкість, надію та кохання».
На обкладинці альбому Кеті зображена в образі «сумного клоуна», з червоним носом та в картатому костюмі.

## Відгуки критиків
Альбом отримав неоднозначні та стримані відгуки. Видання Pitchfork поставило альбому 5,7/10, а критик Dani Blum виніс у заголовок статті наступне: «Бульбашковий, клішований поп-альбом Кеті Перрі звучить особливо непридатно в умовах пандемії. Але, незважаючи на всі її банальності, вона залишається майстринею у виконанні відомих формул». Kate Solomon з The Telegraph поставила альбому 3/5 та виділила треки «Never Really Over» і «Cry About It Later», зазначивши, що сам альбом не відрізняється глибиною. Позитивну рецензію лонгплей отримав від видання Entertainment Weekly, проте критик додав, що альбом «занадто знайомий». Lindsay Zoladz з The New York Times також оцінила альбом неоднозначно. За її словами, незважаючи на «гонитву» за естетикою радіохітів, багато пісень виявилися просто непереконливими. Проте критикиня зауважила, що те, як Перрі повертається до ранніх днів своєї кар'єри, досить цікавий факт.

## Список композицій
| Smile – Стандартне видання | Smile – Стандартне видання | Smile – Стандартне видання | Smile – Стандартне видання |
| #                          | Назва                      | Автор | Тривалість                 |
| -------------------------- | -------------------------- | --- | -------------------------- |
| 1.                         | «Never Really Over»        | Кеті Перрі, Дагні Сандвік, Мішель Базз, Джейсон Джілл, Джіно Барлетта, Хейлі Уорнер, Антон Заславський, Ліа Хейвуд, Деніел Джеймс | 3:43                       |
| 2.                         | «Cry About It Later»       | Кеті Перрі, Олександра Ятченко, Йонналі Парменіус, Оскар Холтер                                                                   | 3:09                       |
| 3.                         | «Teary Eyes»               | Кеті Перрі, Майкл Поллак, Медісон Лав, Джейкоб Кашер Хіндлін, Ендрю Голстейн                                                      | 3:02                       |
| 4.                         | «Daisies»                  | Кеті Перрі, Джон Белліон, Майкл Поллак, Джейкоб Кашер Хіндлін, Джордан Кю Джонсон, Стефан Джонсон                                 | 2:54                       |
| 5.                         | «Resilient»                | Кеті Перрі, Феррас Алкаізі, Мікель С. Еріксен, Тор Ерік Германсен                                                                 | 3:07                       |
| 6.                         | «Not The End Of The World» | Кеті Перрі, Майкл Поллак, Медісон Лав, Джейкоб Кашер Хіндлін, Ендрю Голстейн                                                      | 2:58                       |
| 7.                         | «Smile»                    | Кеті Перрі, Джош Абраам, Ентоні Крісс, Бенні Голсон, Бріттани Хаззард, Феррас Алкаізі, Кьер Гіст, Олівер Голдстейн, Вінсен Браун  | 2:46                       |
| 8.                         | «Champagne Problems»       | Кеті Перрі, Джейкоб Кашер Хіндлін, Джон Райан, Йохан Гарлсон, Йен Кіркпатрік                                                      | 3:16                       |
| 9.                         | «Tucked»                   | Кеті Перрі, Феррас Алкаізі, Джейкоб Кашер Хіндлін, Джон Райан, Йоган Гарлссон                                                     | 3:07                       |
| 10.                        | «Harleys in Hawaii»        | Кеті Перрі, Чарлі Пут, Юхан Карлссон, Джейкоб Кашер Хіндлін                                                                       | 3:05                       |
| 11.                        | «Only Love»                | Кеті Перрі, Софі Кук, Ендрю Джексон                                                                                               | 3:18                       |
| 12.                        | «What Makes A Woman»       | Кеті Перрі, Сара Гадсон, Джейкоб Кашер Гіндлін, Джон Райан, Джоан Карлссон                                                        | 2:11                       |
| 36:36                      |                            | |                            |

| Smile – Видання для Target | Smile – Видання для Target          | Smile – Видання для Target                               | Smile – Видання для Target |
| #                          | Назва                               | Автор                                                    | Тривалість                 |
| -------------------------- | ----------------------------------- | -------------------------------------------------------- | -------------------------- |
| 13.                        | «"Message from Katy"(аудіозамітка)» |                                                          | 3:31                       |
| 14.                        | «"High on Your Supply"»             | Кэти Перри, Илья Салманзаде, Ферас Алкаизи, Саван Котеча | 4:00                       |
| 44:07                      |                                     |                                                          |                            |

| Smile – Фанатське видання | Smile – Фанатське видання | Smile – Фанатське видання                                                                         | Smile – Фанатське видання |
| #                         | Назва                     | Автор                                                                                             | Тривалість                |
| ------------------------- | ------------------------- | ------------------------------------------------------------------------------------------------- | ------------------------- |
| 13.                       | «Small Talk»              | Кеті Перрі, Чарлі Пут, Юхан Карлссон, Джейкоб Кашер Хіндлін                                       | 2:41                      |
| 14.                       | «Never Worn White»        | Кеті Перрі, Юхан Карлссон, Джейкоб Кашер Хіндлін, Джон Райан                                      | 3:45                      |
| 15.                       | «Daisies (acoustic)»      | Кеті Перрі, Джон Белліон, Майкл Поллак, Джейкоб Кашер Хіндлін, Джордан Кю Джонсон, Стефан Джонсон | 3:05                      |
| 16.                       | «Daisies (remix)»         | Кеті Перрі, Джон Белліон, Майкл Поллак, Джейкоб Кашер Хіндлін, Джордан Кю Джонсон, Стефан Джонсон | 3:35                      |
| 49:42                     |                           |                                                                                                   |                           |

| Smile – Японське видання | Smile – Японське видання           | Smile – Японське видання                                                                          | Smile – Японське видання |
| #                        | Назва                              | Автор                                                                                             | Тривалість               |
| ------------------------ | ---------------------------------- | ------------------------------------------------------------------------------------------------- | ------------------------ |
| 13.                      | «Massage from Katy (аудіозамітка)» |                                                                                                   | 3:31                     |
| 14.                      | «High on Your Supply»              | Кеті Перрі, Ілля Салманзаде, Ферас Алкаізі, Саван Котеча                                          | 4:00                     |
| 15.                      | «Small Talk»                       | Кеті Перрі, Чарлі Пут, Юхан Карлсон, Джейкоб Кашер Хіндлін                                        | 2:41                     |
| 16.                      | «Never Worn White»                 | Кеті Перрі, Юхан Карлсон, Джейкоб Кашер Хіндлін, Джон Райан                                       | 3:45                     |
| 17.                      | «Daisies (acoustic)»               | Кеті Перрі, Джон Белліон, Майкл Поллак, Джейкоб Кашер Хіндлін, Джордан Кю Джонсон, Стефан Джонсон | 3:05                     |
| 18.                      | «Daisies(remix)»                   | Кеті Перрі, Джон Белліон, Майкл Поллак, Джейкоб Кашер Хіндлін, Джордан Кю Джонсон, Стефан Джонсон | 3:35                     |
| 57:22                    |                                    |                                                                                                   |                          |

Семпли
- «Never Really Over» містить семпл з пісні «Love You Like That» співачки Дагні (2017).
- «Smile» містить семпл з пісні «Jamboree» американського хіп-хоп тріо Naughty by Nature (1999).
- «Not the End of the World» містить семпл з пісні «Na Na Hey Hey Kiss Him Goodbye», написаної Полом Лека, Гері ДеКарло та Дейлом Фрашуером.

Примітки
- Версія альбому на вінілових носіях включає альтернативну версію пісні «Smile», записану спільно з репером Diddy.

## Чарти
Illegal chart entered Romandy|5

| Чарт (2020)                                          | Найвища позиція |
| ---------------------------------------------------- | --------------- |
| Аргентина (CAPIF)                                    | 6               |
| Австралія Australian Albums (ARIA)                   | 2               |
| Австрія Austrian Albums (Ö3 Austria)                 | 8               |
| Бельгія Belgian Albums (Ultratop Flanders)           | 7               |
| Бельгія Belgian Albums (Ultratop Wallonia)           | 5               |
| Канада Canadian Albums (Billboard)                   | 5               |
| Чехія Czech Albums (ČNS IFPI)                        | 35              |
| Нідерланди Dutch Albums (MegaCharts)                 | 13              |
| Фінляндія Finnish Albums (Suomen virallinen lista)   | 18              |
| Франція French Albums (SNEP)                         | 17              |
| Німеччина German Albums (Offizielle Top 100)         | 14              |
| Угорщина Hungarian Albums (MAHASZ)                   | 23              |
| Ірландія Irish Albums (OCC)                          | 9               |
| Італія Italian Albums (FIMI)                         | 10              |
| Японія (Billboard Japan)                             | 32              |
| Японія Japanese Albums (Oricon)                      | 39              |
| Нова Зеландія New Zealand Albums (Recorded Music NZ) | 4               |
| Норвегія Norwegian Albums (VG-lista)                 | 3               |
| Польща Polish Albums (ZPAV)                          | 24              |
| Португалія Portuguese Albums (AFP)                   | 3               |
| Шотландія Scottish Albums (OCC)                      | 3               |
| Іспанія (PROMUSICAE)                                 | 5               |
| Швеція Swedish Albums (Sverigetopplistan)            | 58              |
| Швейцарія Swiss Albums (Schweizer Hitparade)         | 8               |
| Велика Британія UK Albums (OCC)                      | 5               |
| Уругвай (CUD)                                        | 10              |
| США Billboard 200                                    | 5               |

## Історія релізу
| Регіон              | Дата           | Формат                             | Версія            | Лейбл                 | Прим.         |
| ------------------- | -------------- | ---------------------------------- | ----------------- | --------------------- | ------------- |
| </img> мир          | 28 серпня 2020 | CD, Цифрове завантаження, стрімінг | Оригінал          | Capitol Records       | [ 9 ] [ 10 ]  |
| </img> мир          | 28 серпня 2020 | CD                                 | Фанатське видання | Capitol Records       | [ 61 ]        |
| Японія</img> Японія | 28 серпня 2020 | CD                                 | Японське видання  | Universal Music Japan | [ 62 ] [ 63 ] |
| США</img> США       | 28 серпня 2020 | CD, Вініл                          | Target — видання  | Capitol Records       | [ 64 ] [ 65 ] |